# 森田俊平
森田 俊平（もりた しゅんぺい）は、日本の漫画家。青山学院大学卒業。

## 来歴
大学時代は「森田俊平アワー」の高座名で落語研究会に所属しており、3年生のころに漫画を描き始める。2014年に第92回週刊少年マガジン新人漫画賞の佳作を『ひとちがい』で受賞する。いくつかの連載と読み切りを経て、2019年8月16日にニコニコ静画上の『ドラドラしゃーぷ＃』にて『ネガくんとポジちゃん』の連載を開始。その後、2021年3月9日発売の『月刊ドラゴンエイジ』4月号より『名探偵なんかじゃない! 〜高校生探偵バトルロイヤル〜』の連載を開始した。
落語研究会所属時の先輩に春とヒコーキがいる。

## 作品リスト

### 連載
- 転校生、凡田くん。（『マガジンSPECIAL』2015年No.4 - 2015年No.11）
- ネガくんとポジちゃん（『ドラドラしゃーぷ＃』2019年8月16日[5] - 2021年10月8日）
- 名探偵なんかじゃない! 〜高校生探偵バトルロイヤル〜（『月刊ドラゴンエイジ』2021年4月号[6] - 2022年5月号〈第一部〉）
- 君は喧し閉じてよ口を！（作画：アルデヒド、『ドラドラしゃーぷ＃』2022年4月22日[7] - 2024年3月15日[8]） - 原作担当[7]。
- ピアノが無ければただのゴミ（『カドコミ』2024年9月10日 - 2025年7月22日）

### 読み切り
- ひとちがい（『週刊少年マガジン』2014年27号[3]）
- 非・リア王〜パリピ本願〜（『別冊少年マガジン』2018年7月号）
- ちっちゃな彼女（『マガジンポケット』2018年6月20日）
- 栞子さんは官能をくすぐる？（『ヤングジャンプヒロイン2』[9]、2022年）
- ユキさんの気まぐれクッキング〜リビングデッドを添えて〜（『ヤングジャンプダイイチワ』[10]、2023年） - 第1話のみ[10]。

### 書籍
- 『ネガくんとポジちゃん』、KADOKAWA〈ドラゴンコミックスエイジ〉2020年 - 2021年、全4巻
- 『名探偵なんかじゃない! 〜高校生探偵バトルロイヤル〜』、KADOKAWA〈ドラゴンコミックスエイジ〉2021年 - 2022年、全2巻
- 『君は喧し閉じてよ口を！』、作画：アルデヒド、KADOKAWA〈ドラゴンコミックスエイジ〉2022年 - 2024年、全4巻
- 『ピアノが無ければただのゴミ』、KADOKAWA〈カドコミ〉2025年 - 、既刊2巻（2025年5月7日現在）
  1. 2025年1月7日発売[11][12]、ISBN 978-4-04-811432-5
  2. 2025年5月7日発売[13]、ISBN 978-4-04-811490-5